# Olbers-paradoxon

Az Olbers-paradoxon (vagy fotometriai paradoxon) Heinrich Wilhelm Olbers német csillagász által 1826-ban megfogalmazott fizikai paradoxon, amelyet korábban Johannes Kepler (1610-ben), valamint Halley és Cheseaux (a 18. században) is leírt. A paradoxon szerint, ha a világegyetem végtelen lenne, akkor a végtelen számú csillag fényének összeadódása miatt az égboltnak éjszaka is mindenfelé világosnak kellene lennie. A tapasztalat azonban ezzel ellentétes.

## Feltevések
Ha
1. a világegyetem végtelen,
2. végtelen számú egyenletesen elhelyezkedő csillagot tartalmaz,
akkor bármely irányba is nézünk, csillagra kellene rálátnunk. A fényesség nem független a távolságtól, de ha R távolságról jön 1 egységnyi fény akkor 2R távolságról 1/4 egységnyi fény jön, viszont ezen gömbfelületen már 4x annyi csillag helyezkedhet el! Emiatt az éjszakai égboltnak olyan fényesnek kellene lennie, mint egy csillag felszíne.
Azt is hozzá kell tennünk az előbbiekhez, hogyha figyelembe vesszük a fény véges sebességét, hogy
3. a csillagoknak nem csak térben, hanem időben is „egyenletesen” kell eloszlaniuk,
hiszen minél távolabbra nézünk, annál régebbi, amit nézünk. Ez végtelen skálán azt jelenti, hogy
3*. a világegyetemnek végtelen öregnek kell lennie, mindenféle drámaibb változások nélkül a csillagok természetében.
Kepler ezt bizonyítéknak tekintette a véges világegyetem, de legalábbis a véges számú csillag léte mellett. Érvelése nem teljes, ahogy látni fogjuk.

## Kísérletek a paradoxon feloldására
Egy kísérlet a magyarázatra abból indul ki, hogy a Világegyetem nem átlátszó, és a távoli csillagok fényét leárnyékolják porok, gázok és sötétebb égitestek, emiatt nagy távolságból nem ér el hozzánk a fényük. Valójában ez nem oldja meg a paradoxont, ugyanis a termodinamika első főtétele szerint az energiának meg kell maradnia, ezért a közbenső anyagnak fel kell forrósodnia, ekkor pedig világítania kell (hőmérsékleti sugárzás). Ez ismét egyenletes sugárzást eredményezne minden irányban.
A paradoxont Edgar Allan Poe, a híres amerikai költő és író 1848-ban úgy próbálta megmagyarázni, hogy a fény véges sebességgel halad az űrön át. A véges sebességgel a csillag fénye nem haladhatott messzebbre fényévekben mérve, mint ahány éves a csillag. 
„…a távcsöveinkben a számtalan irányban mutatott üresség csak úgy magyarázható, ha feltételezzük, hogy a láthatatlan háttér mélysége annyira nagy, hogy az onnan jövő sugárzás még nem ért el minket.” 
A magyarázat szerint a világegyetemnek volt egy időbeli kezdete, tehát térben nem lehet végtelen.

## Részletezés
A paradoxon többféle módon oldható fel.
Ha az univerzum csak véges ideig létezett, mint azt a jelenleg elfogadott ősrobbanás elmélet állítja, akkor csak végesen sok csillag fényének volt lehetősége, hogy elérjen hozzánk, emiatt a paradoxon feloldható. Hasonlóképpen, ha az univerzum tágul, és a távoli csillagok egyre távolabb kerülnek tőlünk (ez is az ősrobbanás elmélet egy állítása), akkor fényük a vörös felé tolódik el, ami csökkenti fényerejüket, ez ismét a paradoxon feloldásához vezet. A két hatás külön-külön is képes a paradoxon feloldására, az ősrobbanás elmélet szerint azonban hatásuk együttes; az idő végessége a fontosabb hatás. Egyesek úgy vélik, hogy az éjszakai égbolt sötétsége az ősrobbanás-elméletet támasztja alá.
Ugyanakkor az ősrobbanás-elmélet és a vöröseltolódás nyilvánvaló jelensége nélkül is megállapítható a (jelenlegi állapotú) univerzum véges kora a hidrogén mennyiségének matematikai kiértékelése útján.  Egy bizonyos idő elteltével bármely csillagban túlságosan sok hidrogén (vagy nehezebb elem) alakul át héliummá, ami miatt a magfúzió nem folytatódhat. Nincs olyan ismert folyamat, amely a nehezebb elemeket hidrogénné alakítaná át a szükséges mennyiségben, egyébként is ezek bármelyike ellentmondana a termodinamika második törvényének. Emiatt a csillagokban található „összes” hidrogén héliummá alakításához szükséges idő véges, és a folyamat nem fordul meg. Ezek után csak a nehezebb elemeket égető csillagok maradnak meg (és ezek is kihűlnek, amikor az elemek sorrendjében elérik a vasat; ezt az eseményt ismerik az univerzum hőhalálaként). Ez az esemény még nem következett be, emiatt vagy az univerzum véges korú, és története során nagy változásokon ment át, vagy létezik egy nagy mértékben egzotikus folyamat (melynek létezésére nincs közvetlen bizonyíték), amely a működéshez szükséges hidrogént termeli.
Egy másik - nem a Big Bang elméleten alapuló - feloldást mutatott be Benoît Mandelbrot. Eszerint a csillagok az univerzumban nem egyenletesen oszlanak el, hanem fraktálszerűen, mint egy Cantor-szőnyeg, ez magyarázza a nagy méretű sötét területeket. Jelen ismereteink alapján nem dönthető el, hogy ez az állítás igaz-e, bár az újabb műholdas kutatások szerint a kozmikus mikrohullámú háttérsugárzás 1:10 000-hez mértékben izotróp.